# Niobrara (Nebraska)
Pour la rivière, voir Niobrara.
Niobrara (/ˌnaɪ.əˈbrærə/; Omaha: Ní Ubthátha Tʰáⁿwaⁿgthaⁿ [nĩꜜ ubɫᶞaꜜɫᶞa tʰãꜜwãŋɡɫᶞã], qui signifie « l'eau qui court ») est un village du comté de Knox dans le Nebraska. La population y était de 370 habitants au recensement de 2010.

## Histoire
Niobrara a été fondée en 1856 par un groupe de colons mené par le Dr  Benneville Yeakel Shelly. La colonie, fondée par Shelly et son groupe, s'appelait L'eau Qui Court Company. La colonie échoue dans son implantation et la Niobrara Township Company la remplace quelques mois après. La nouvelle ville est finalement appelée « Niobrara », un mot Ponca qui signifie « eau courante ». Le 29 juin 1857, une scierie à vapeur a été amené à Niobrara de Saint-Louis par le steamer Omaha et a été immédiatement mis en service pour la construction de la ville nouvelle.
Un fort y a été construit pour protéger les premiers colons des attaques Indiennes, notamment des Poncas voisins. La ville doit son nom à la rivière voisine : le Niobrara,.
En dépit des premières difficultés, la nouvelle ville a continué de croître et la population en 1881 est estimé à 500 individus.
Se situant à la confluence des rivières Niobrara et Missouri, la petite ville a connu très souvent des inondations, notamment en 1881 et 1952, jusqu'à la fabrication d'un barrage dans les années 1950. 

## Géographie
Selon le United States Census Bureau, le village a une superficie totale de 0,73 milles carrés (1,89 km2). La rivière Niobrara, qui est juste à côté de la ville, est canalisée par le Mormon Canal et ne passe pas par son lit d'origine.

### Climat
Le climat de la région est caractérisé par de grands écarts de température, avec des étés chauds (et souvent humides) et des hivers pouvant être très froids. Selon le système de classification climatique de Köppen, Niobrara a un climat continental humide, en abrégé « Dfa » sur le climat des cartes.

## Démographie

### Recensement de 2010
Selon le recensement de 2010, Niobrara compte 370 habitants, 193 ménages, et 93 familles. La densité de la population est de 195 habitants par km2. Il y a 251 unités de logement pour une densité moyenne de 132 par km2. La représentation ethnique de la commune est de 84,3 % de Blanc, de 0,3 % d'Afro-Américain, de 11,6 % d'Amérindiens et de 3,8 % de métis. Les hispaniques (toutes origines confondues) représentent 2,4 % de la population.
Il y a 193 ménages dont 15 % ont des enfants âgés de moins de 18 ans vivant avec eux. 37,3% sont des couples mariés vivant ensemble. 7,3% sont des mères célibataires. 3,6% sont des pères célibataires et 51,8% ne sont pas des familles.  
L'âge médian dans le village est de 54,8 ans. 16,8 % des résidents sont âgés de moins de 18 ans ; 4,5% entre 18 et 24 ans ; 17,1% ont de 25 à 44 ans ; 32,4 % de 45 à 64 ans; et 29,2 % étaient âgés de 65 ans ou plus. La représentation par sexe du village est de 51,4 % d'hommes et de 48,6 % de femmes.

### Recensement de 2000
Selon le recensement de l'an 2000, il y avait 379 personnes, 184 ménages, et 107 familles résidant dans le village. La densité de la population était 203,2 personnes par km2. Il y a avait 230 unités de logement pour une densité moyenne de 123,3 par km2. La représentation ethnique de la commune était de 86,54 % de Blanc, 10,29 % d' Amérindiens, 0,53 % originaires du Pacifique, 0,53 % d'autres ethnies, et 2,11 % de métis. Les Hispaniques de toutes nationalités représentaient 2,37 % de la population.
Il y avait 184 ménages dont de 22,8 % avaient des enfants âgés de moins de 18 ans vivant avec eux, 46,7 % étaient des couples mariés vivant ensemble, 8,2 % étaient des mères célibataires, et 41,8 % n'étaient pas des familles. 
Dans le village, la population est répartie avec 22,7 % d'individus de moins de 18 ans, 3,4 % de 18 à 24 ans, 17,9 % de 25 à 44 ans, 32,2 % de 45 à 64, et 23,7 % de personnes âgées de 65 ans ou plus. L'âge médian était de 49 ans. Pour 100 femmes, il y avait 103,8 hommes. Pour 100 femmes de 18 ans et plus, il y avait 98 hommes.
En 2000, le revenu médian pour un ménage dans le village était de 26 000 $, et le revenu médian pour une famille était de 36 250 $. Les hommes avaient un revenu médian de 26 042 $ contre 21 250 $ pour les femmes. Le revenu par habitant dans le village était de 15 299 $. Environ 9,3 % des familles et 13,8 % de la population était en dessous du seuil de pauvreté.

## Personnalités notables
- Anton Krupicka, marathonien
- James Touffes, en qualité de gouverneur du Territoire du Montana